# Reyna Roberts

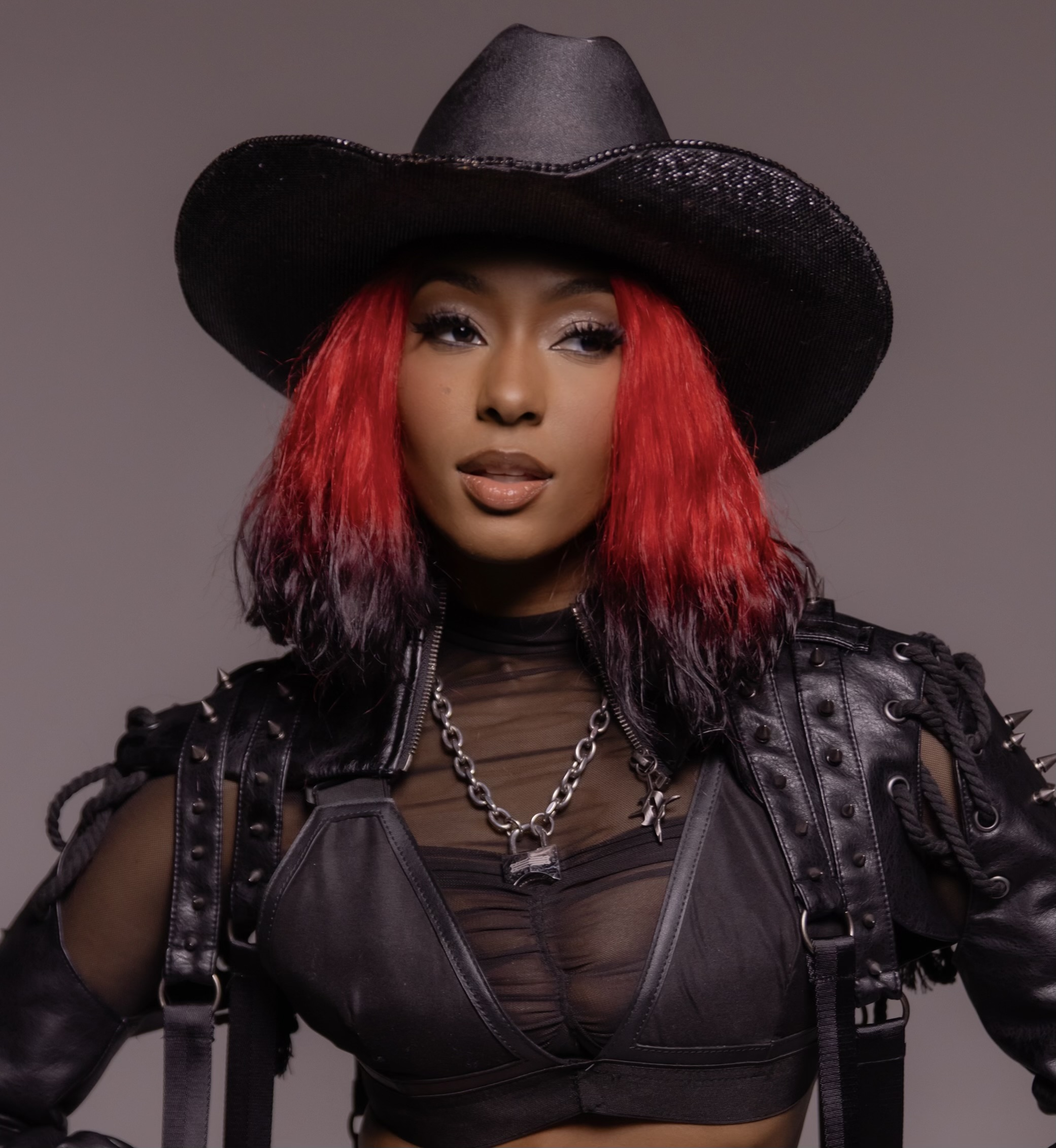
Reyna Roberts, 2024

Reyna Roberts (* 15. August 1997 in Anchorage, Alaska) ist eine US-amerikanische Pop- und Country-Sängerin.

## Leben
Roberts kam als Frühchen in Anchorage, Alaska zur Welt. Zur Unterstützung der Gehirnentwicklung wurde eine Musiktherapie angewendet.
Roberts wuchs in Alabama und Kalifornien auf.
Mit acht Jahren lernte Roberts das Klavierspielen. 2014 nahm sie mit Lying to Myself ihren ersten Song auf. Mit 18 Jahren nahm sie professionellen Gesangsunterricht und zog im März 2020 von Los Angeles nach Nashville.
Der amerikanische Fernsehsender ESPN verwendete ihren Song Stompin 'Grounds für die Sendung Monday Night Football.
Roberts gehört zu CMTs Next Women of Country 2021. Am 23. Oktober 2022 sang Roberts beim Formel-1-Rennen auf dem Circuit of The Americas in Austin, Texas die amerikanische Nationalhymne. Da ihre Stimme während des Auftritts versagte, erntete Roberts Kritik und Spott in den sozialen Netzwerken.
Roberts ist eine der wenigen schwarzen Frauen in der Country-Musik und setzt sich für die Anerkennung afro-amerikanischer Künstler wie Rufus Payne und Lesley Riddle in der Historie der Country-Musik ein.

## Diskografie

### Singles
- 2019: 67 (Winchester)
- 2020: Stompin' Grounds
- 2021: Raised Right
- 2021: Countdown to Victory
- 2022: Pretty Little Devils
- 2023: Another Round (mit Taylor Holder)
- 2023: Country Club
- 2023: One Way Street
- 2023: Louisiana

### Alben
- 2023: Bad Girl Bible Vol.1
- 2024: The Lost Files